# Johannes Gerdes (Pastor)

Johann Gerdes

Johannes Gerdes, auch Johann Gerdes (* 8. Dezember 1624 in Wolgast; † 29. März 1673 in Stockholm) war ein deutscher Theologe und Professor für orientalische Sprachen.

## Leben
Johannes Gerdes wurde als Sohn des Juristen und späteren Bürgermeisters von Greifswald, Henning Gerdes (1591–1663), und Margareta Krauß geboren. 1633 begann er gemeinsam mit seinem Bruder in Greifswald zu studieren. 1641 schickte ihn sein Vater für ein Jahr auf das Gymnasium nach Hamburg. Von dort ging er nach Rostock, wo er anderthalb Jahre an der Philosophischen Fakultät studierte. 1644 ging er nach Königsberg. Auf Druck des Vaters wechselte er zum Studienfach Theologie.
1648 kam er nach Greifswald zurück, lehnte jedoch das ihm angebotene Archidiakonat ab und zog stattdessen im Folgejahr mit seinem jüngeren Bruder Henning Christoph Gerdes über die Niederlande den Rhein aufwärts und von Heidelberg dann nach Straßburg, wo er ein Jahr lang u. a. bei Johann Conrad Dannhauer hörte.
1651 kehrte Gerdes über Basel, Baden und Speyer nach Greifswald zurück und promovierte zwei Jahre später an der Philosophischen Fakultät zum Magister. 1655 wurde er zum ordentlichen Professor für orientalische Sprachen ernannt. Er heiratete im April des Folgejahres Margarete Heune († 6. März 1657).
Im selben Jahr berief ihn der Rat der Stadt Wismar zum Pastor an St. Georgen, wo er im Dezember im Beisein von Johan Axelsson Oxenstierna ordiniert und vier Tage später in sein Amt eingeführt wurde. Nach dem Tod seiner ersten Ehefrau heiratete Gerdes am 5. Oktober 1658 Emerentia Baumann, die Tochter eines Wismarer Ratsherrn. Aus dieser Ehe gingen vier Söhne hervor.
1665 berief man Gerdes zum Vorsteher der deutschen Kirchengemeinde nach Stockholm. Er wurde auch Mitglied des Stadtkonsistoriums und als solches Inspektor der Schulen der deutschen Kirche in dieser Stadt.